# 长沙地铁2号线
长沙地铁2号线是长沙第一条地铁线路，标志色为冰蓝色，全长26.579千米，自西向东经过岳麓区、天心区、开福区、芙蓉区、雨花区和长沙县五区一县，连接汽车西站、火车站、火车南站等交通枢纽。全线设车站23座，其中换乘站10座（截至第三期建设规划），于线路东端设黄兴车辆段与综合基地。
2号线目前建成两期工程。一期工程自望城坡站至光达站，长22.08千米，共设车站19座，于2009年9月28日开工，2014年4月29日通车运营；西延一期工程从梅溪湖西站到望城坡站（不含），长4.449千米，共设车站4座，于2011年11月18日开工建设，2015年12月28日通车。西延二期工程已纳入长沙市轨道交通第三期建设规划，自长沙西站至梅溪湖西站（不含），长13.99公里，设站11座，全部为地下站，预计于2025年开通。

## 线路走向
2号线一期工程西起岳麓区望城坡街道汽车西站地下的望城坡站，沿枫林路向东延伸，沿橘子洲大桥下穿湘江并在橘子洲上设站。进入河东后沿五一大道向东，经过五一广场、长沙站，下穿京广铁路、长株潭城际铁路。之后沿荷花路向东，至古曲路转向南行驶，下穿圭塘河后继续向南，而后向东转至杜花路，经过长沙南站并下穿京广客运专线、沪昆客运专线，随后下穿浏阳河进入长沙县黄花镇，最终到达光达站。
西延一期自梅溪湖街道的梅溪湖西站，沿梅溪湖北岸、龙王港南岸的梅溪湖路向东延伸，于麓景路转向北，随后向东接入望城坡站，与一期工程贯通运营。
西延二期起于长沙西站，主要沿汇智路、雪松路、梅溪湖中轴线等道路等廊道敷设，止于梅溪湖西站（不含）。全长13.82公里，设站11座（均为地下站），新建青山路停车场。

## 乘车

### 购票及票价
按“递远递减”计价，2元起价可乘6公里，6-16公里每5公里以内加1元，16-30公里每7公里以内加1元，超30公里每9公里以内加1元，当前单线全程票价6元，单程票为筹码式，须在购票后30分钟内入闸。乘客还可持地铁卡、公交卡、省建行发行的长沙市民卡以及扫描长沙地铁APP或湘行一卡通APP二维码（专用闸机）直接进站乘车并可享9折优惠，本地在校学生持学生卡可享5折，65岁以上的长沙市民凭老年卡可免费搭乘，身高不足1.3米的儿童由家长陪同亦无需购票。
| 乘坐里程 (公里) | 跳档里程 (公里) | 票价 (元) |
| --------------- | --------------- | --------- |
| 0～6(含)        | 6               | ￥2       |
| 6～11(含)       | 5               | ￥3       |
| 11～16(含)      | 5               | ￥4       |
| 16～23(含)      | 7               | ￥5       |
| 23～30(含)      | 7               | ￥6       |
| 30～39(含)      | 9               | ￥7       |

### 运营时间
首班车6:30，末班车23:00由两端车站发出。

### 换乘
- 2號線列車電子路線圖

- 溁湾镇：站厅之间通道换乘4号线。
- 五一广场：2号线和1号线通过月台之间的扶梯双向换乘。
- 迎宾路口：2号线和6号线之间站厅通道换乘。
- 长沙火车站：换乘3号线，月台之间垂直换乘。
- 锦泰广场: 出站换乘长株潭城际铁路（S1）。
- 万家丽广场：换乘5号线，月台之间垂直换乘。
- 人民东路：2号线和6号线之间站厅通道换乘。
- 沙湾公园：4号线，两线共用站厅，月台之间互相垂直换乘。
- 长沙火车南站：4号线，共构车站，通过站厅换乘；磁浮快线计价方式不同且车站之间距离过长，付费区并不连通，需出闸换乘。
- 光达：4号线，两站站厅均位于地面，付费区连通。

### 注意事项
- 所有列车均全程运行，无区间车服务。
- 所有车站均为岛式站台，列车停站时均开启左侧车门。
- 所有车站均建有卫生间，除长沙火车南站的在非付费区，其余的均在月台层。
- 入闸后3小时内必须出闸，否则会按该站全网最高票价处以罚款。
- 越闸可被处以罚款1000～10000元。
- 遗失车票或乘车卡均视为无票乘车，须补交本站全系统最高票价。
- 进出闸门时，乘客必须站在黄线以外，否则会触发闸门报警而无法通行。
- 与公交车一票制不同，地铁按路程计价，任何车费支付方式均只限一人使用。
- 禁止携带食物、气球、宠物进站。
- 乘坐长沙站S、D、G字头列车的乘客请在锦泰广场站下车，乘坐长沙站普速列车的乘客请在长沙火车站下车。

## 车站及接駁路線

### 站点分布
根据长沙地铁2号线开工建设时公布的规划，全线共有23个车站。斜体字表示该线路或车站尚未启用。
| 车站名称     | 英文名称                | 车站图片 | 换乘                             | 备注        |
| ------------ | ----------------------- | -------- | -------------------------------- | ----------- |
| 建设中       |                         |          |                                  |             |
| 长沙火车西站 | West Railway Station    |          |                                  | 西 延 二 期 |
| 龙虎岭       | Longhuling              |          |                                  | 西 延 二 期 |
| 华龙         | Hualong                 |          |                                  | 西 延 二 期 |
| 雷锋镇北     | Leifengzhenbei          |          |                                  | 西 延 二 期 |
| 湴塘         | Bantang                 |          |                                  | 西 延 二 期 |
| 注田洲       | Zhutianzhou             |          |                                  | 西 延 二 期 |
| 桥头铺       | Qiaotoupu               |          |                                  | 西 延 二 期 |
| 樱花路       | Yinghua Road            |          |                                  | 西 延 二 期 |
| 漕龙桥       | Caolongqiao             |          |                                  | 西 延 二 期 |
| 中塘         | Zhongtang               |          | 6号线                            | 西 延 二 期 |
| 邵家湾       | Shaojiawan              |          |                                  | 西 延 二 期 |
| 已通车       |                         |          |                                  |             |
| 梅溪湖西     | West Meixi Lake         |          |                                  | 西 延 一 期 |
| 麓云路       | Luyun Road              |          |                                  | 西 延 一 期 |
| 文化艺术中心 | Culture and Arts Center |          |                                  | 西 延 一 期 |
| 梅溪湖东     | East Meixi Lake         |          |                                  | 西 延 一 期 |
| 望城坡       | Wangchengpo             |          |                                  | 一 期 工 程 |
| 金星路       | Jinxing Road            |          |                                  | 一 期 工 程 |
| 西湖公园     | Xihu Park               |          |                                  | 一 期 工 程 |
| 溁湾镇       | Yingwanzhen             |          | 4号线                            | 一 期 工 程 |
| 橘子洲       | Juzizhou                |          |                                  | 一 期 工 程 |
| 湘江中路     | Xiangjiang Middle Road  |          |                                  | 一 期 工 程 |
| 五一广场     | Wuyi Square             |          | 1号线                            | 一 期 工 程 |
| 芙蓉广场     | Furong Square           |          |                                  | 一 期 工 程 |
| 迎宾路口     | Yingbin Road            |          | 6号线                            | 一 期 工 程 |
| 袁家岭       | Yuanjialing             |          | 7號線 规划中                     | 一 期 工 程 |
| 长沙火车站   | Railway Station         |          | 3号线 长沙站                     | 一 期 工 程 |
| 锦泰广场     | Jintai Square           |          | 长株潭城际铁路（S1） 长沙站      | 一 期 工 程 |
| 万家丽广场   | Wanjiali Square         |          | 5号线                            | 一 期 工 程 |
| 人民东路     | Renmin East Road        |          | 6号线                            | 一 期 工 程 |
| 长沙大道     | Changsha Avenue         |          |                                  | 一 期 工 程 |
| 沙湾公园     | Shawan Park             |          | 4号线                            | 一 期 工 程 |
| 杜花路       | Duhua Road              |          |                                  | 一 期 工 程 |
| 长沙火车南站 | South Railway Station   |          | 4号线 磁浮高铁站： S2线 长沙南站 | 一 期 工 程 |
| 光达         | Guangda                 |          | 4号线                            | 一 期 工 程 |

### 最小站间距
2号线自西北往东南斜向下穿火车站南半部分区域（不包括两侧站房主体），于普速场一侧设長沙火车站、城际场一侧锦泰广场。这两站站间距为本线最短，由于火车站外部两侧并无联络通道，城际场到达的乘客要搭乘3号线，须在锦泰广场乘坐本线至長沙火车站换乘。
- 2号线列车运行于
锦泰广场至長沙火车站区间

## 车辆
长沙地铁2号线用车为B型车6节编组，由南车株洲电力机车制造，设计时速 90 km/h，采用由株洲南车时代电气提供的牵引系统。

## 争议
长沙地铁二号线采用的“现代简洁风格设计”的出入口外部装修受到了一些市民的质疑，曾有市民在五一广场站的一个出入口用墨汁涂鸦“丑(醜)”字表达对设计风格的不满。不过线路投入试运营后，地铁站内部设置的诸多人性化设施，如空气净化机、24小时自助图书馆、线路查询机（同时还可用于信用卡还款，需借记卡）、自助拍照机等，则受到了市民的广泛好评。
2号线的全线车站曾经都贴有“禁止拍照”标志，站务人员也会劝阻乘客拍照，并以“地铁设施属于人防设施”、“摄影摄像会阻止通道的安全畅通”为由解释并无明文规定的禁拍行为，直到2021年底，地铁附例修订为“禁止使用闪光灯拍照及进行未经许可的商业摄影活动”，并开始逐步撤去“禁止拍照”标志为止。

## 意外事件
2014年7月10日，一位名叫陈永森的男子乘火车来长沙，携带可燃液体进入地铁站计划实施纵火，因不愿伤及站内大批的学生及幼童而中止；隔日在7路公交车再度纵火，致使两名乘客衣物遭火损坏，多名乘客逃离时摔伤或擦伤，大火随即被司机用灭火器扑灭，陈永森本人随后亦遭警方逮捕，获刑4年。

## 其他
- 车站非付费区均设有自动售货机，贩售饮料、零食或酸奶。
- 全线除溁湾镇至西湖公园、长沙火车南站至杜花路区间为明挖法施工外，其余均采用盾构法。
- 因橘子洲站的施工，橘子洲大桥原南侧引桥被拆除，并在旧址西侧重建。
- 为避让人民东路地下东西走向的电缆隧道及排水箱涵，人民东路站采用了两端明挖（分离式站厅和月台南北两端）、中间暗挖（月台下穿人民东路部分）的施工方式。
- 长沙火车南站为与高铁站共构的车站，站体位于出站通道正下方。
- 光达站仅月台层位于地下。